# 댄 보일
대니얼 데니스 "댄" 보일(영어: Daniel Denis "Dan" Boyle, 1976년 7월 12일 ~ )은 캐나다의 은퇴한 아이스하키 선수로 현역 시절 포지션은 수비수이다. 내셔널 하키 리그(NHL)에 드래프트되지는 않았지만 탬파베이 라이트닝 소속 때 스탠리 컵을 우승을 했다.